# Guantanamo-lejren
Guantanamo-lejren er et amerikansk militærfængsel i Guantanamo Bay på Cuba. Lejren har affødt protester fra hele verden. Specielt fra menneskerettighedsorganisationer, der er bekymrede over rapporter om misbrug og tortur, samt det faktum, at fangerne tilbageholdes uden at blive stillet for en dommer, har givet anledning til kritik af fangelejren. Kritikere af USAs politik er også bekymrede over den juridiske status fangerne har: De er hverken krigsfanger (som skal behandles i henhold til Geneve-konventionen) eller konventionelle fanger, der skal behandles i henhold til amerikansk lovgivning. De er såkaldte ’fjendtlige kombattanter’. Da fangerne ikke tilbageholdes på amerikansk jord, er det uklart, om fangerne har de samme forfatningssikrede rettigheder, som andre fanger i USA har. 
Den 16. juni 2005 oplyste det amerikanske forsvarsministerium, at det amerikanske firma Halliburton var blevet hyret til at bygge nye fængselsfaciliteter og sikkerhedsforanstaltninger omkring basen til en værdi af 30 millioner US$ (omkring 180 millioner DKK i 2005 kurser).
I den sidste fjerdedel af det 20. århundrede, blev Guantanamobasen brugt til at huse bådflygtninge fra Cuba og Haiti. I begyndelsen af 2002 blev en lille del af basen brugt til at tilbageholde folk, der var mistænkt for at have relationer til al-Qaeda eller Taliban. I juni 2005 holdt USA stadig omkring 520 ’’fjendtlige kombattanter’’ indespærret på Guantanamobasen, nogle af dem blev arresteret under krigen i Afghanistan. Den 11. januar 2008 var der stadigvæk 275 tilbageholdte på basen.  Pr. 15. januar 2015 var der 122 fanger tilbage i lejren.

## Juridisk status
Guantanamo Bay’s specielle juridiske status var en af grundene til, at stedet blev valgt til at huse de 
’fjendtlige kombattanter’. Da suveræniteten over området til syvende og sidst ligger hos Cuba, har USAs regering hævdet, at folk tilbageholdt på Guantanamo juridisk er udenfor USA og derfor ikke er beskyttet af de samme forfatningssikrede rettigheder som folk, der opholder sig i USA, er det.
I en sag om Guantanamo-fangernes juridisk status afviste USAs Højesteret (the Supreme Court) i 2004 dette argument med henvisning til, at det er USA, som har eneretten over Guantanamo Bay og afgjorde, at fanger på Guantanamo skulle stilles for amerikanske domstole. Denne afgørelse blev dog senere omstødt af en amerikansk appelret.
Den specielle juridiske status er genstand for fortsat kritik fra menneskeretsorganisationer, der hævder, at amerikanerne bryder den 3. af Genève-konventionerne, som omhandler behandlingen af krigsfanger. Bl.a. Røde Kors og Human Rights Watch mener, at USA gradbøjer de internationale regler på en uacceptabel måde. Ifølge dem er man enten krigsfange og dermed beskyttet af den omtalte 3. konvention, eller civilist, som beskyttes af den 4. konvention, eller militært lægepersonale, som beskyttes af den 3. protokol. Der eksisterer ikke en 4. definition, og et land kan ikke bare opfinde én, fordi det passer det.
Et andet kritikpunkt er, at mange af fangerne på ’Guantanamo Bay’ er anholdt uden for USA og derefter deporteret til lejren, der juridisk set er amerikansk territorium. I henhold til international lov om krigsførelse er dette tilladt, men kun såfremt de anholdte kan klassificeres som krigsfanger. Hvis de ikke kan klassificeres som krigsfanger, fordi de ikke er soldater, falder de under den 4. konvention og dennes artikel 49, der forbyder tvangsflytning af enkelte eller grupper af civile. Eftersom de tilbageholdte på Guantanamo ikke er klassificeret som krigsfanger, tvivler mange på lovligheden af denne deportering.  Modstanderne hævder bl.a. at der er tale om en overtrædelse af habeas corpus princippet.  Ifølge De Forenede Staters Forfatning kan habeas corpus princippet kun fraviges ved "oprør" eller ved "invasion".

## Beskyldninger om mishandling
Tidligere fanger har beskyldt personalet på ’Guantanamo Bay’ for tortur, seksuelle overgreb og tvangsmedicinering. Alle beskyldninger afvises dog af det amerikanske militær. 
I 2004 blev et internt notat lækket fra den amerikanske militæradministration. Notatet, der blev bragt i The New York Times den 30. november, henviser til en rapport udarbejdet af  International Røde Kors. I rapporten omtales flere forhørsmetoder, som rapporten omtaler som torturlignende: fangerne holdes vågne med høj musik igennem længere tid, fangerne udsættes for ekstrem varme igennem længere tid eller regulære tæv. 
Røde Kors fik adgang til basen mod at hemmeligholde indholdet af deres rapport, hvilket er normal procedure for sådanne humanitære operationer. Ifølge flere medier har den amerikanske administration set rapporten, men afvist dens konklusioner.
Amnesty International publicerede i marts 2005 en rapport, der kom med yderligere beskyldninger om fangemishandling i Guantanamo og andre militærfængsler.
Som konsekvens af beskyldningerne om mishandling indledte USAs marinesekretariat sin egen undersøgelse af forholdene på Guantanamo. 

## Lukning
Under Barack Obamas kampagne i 2008 beskrev han Guantanamo som et "sørgeligt kapitel i den amerikanske historie" og lovede at lukke den i 2009. Efter han blev valgt gentog præsident Obama sit valgløfte, som han fortalte om i en række forskellige TV-shows under sin kampagne  12. januar 2009 reporterede Associated Press at Obama havde planer om at udstede en Executive order under sin første uge som præsident for at lukke lejren, selvom det ikke var sikker om den ville blive lukket i løbet af de første 100 dage som præsident. 20. januar 2009 tilkendegav præsident Obama at han ville underskrive dokumenterne om at lukke Guantanamo. Ved midnat 21. januar beordrede han at regeringen skulle suspendere alle anklager af Guantanamo-indsatte i 120 dage, for at overveje alle de indsattes sager for at afgøre hvordan hver enkel fange skulle håndteres. En dag senere underskrev Obama en Executive Order som tilkendegav at Guantanamo-lejren ville blive lukket inden for et år.
6 år senere er det endnu ikke sket og der sidder fortsat 122 fanger i lejren.

## Fodnoter
1. ↑  "On its Sixth Anniversary, Calls Resound Worldwide for Closure of Guantanamo Bay Prison". Democracy Now!. 11. januar 2008. Today, 275 people are still imprisoned at Guantanamo.
2. ↑  Bruce, Mary (11. januar 2009). "Obama: Gitmo Likely Won't Close in First 100 Days". ABC News.
3. ↑  "AP: Obama to Issue Order Closing Gitmo During First Week in Office". Associated Press. Fox News. 12. januar 2009.
4. ↑  "Closure Of Guantanamo Detention Facilities | The White House". Arkiveret fra originalen 30. januar 2009. Hentet 24. januar 2009.
5. ↑  "Obama Orders Guantanamo Cases Halted for 120 Days". CNN Wire. 20. januar 2009. Arkiveret fra originalen 29. januar 2009. Hentet 24. januar 2009.

19°54′09″N 75°06′00″V / 19.9025°N 75.1°V